# Stazione meteorologica di Linguaglossa
La stazione meteorologica di Linguaglossa è la stazione meteorologica di riferimento relativa alla località di Linguaglossa.

## Coordinate geografiche
La stazione meteo si trova nell'Italia insulare, in Sicilia, in provincia di Catania, nel comune di Linguaglossa, a 560 metri s.l.m. e alle coordinate geografiche 37°50′N 15°09′E.

## Dati climatologici
In base alla media trentennale di riferimento 1961-1990, la temperatura media del mese più freddo, gennaio, si attesta a +6,3 °C; quella dei mesi più caldi, luglio e agosto, è di +23,3 °C .
| Linguaglossa       | Mesi | Mesi | Mesi | Mesi | Mesi | Mesi | Mesi | Mesi | Mesi | Mesi | Mesi | Mesi | Stagioni | Stagioni | Stagioni | Stagioni | Anno |
| Linguaglossa       | Gen  | Feb  | Mar  | Apr  | Mag  | Giu  | Lug  | Ago  | Set  | Ott  | Nov  | Dic  | Inv      | Pri      | Est      | Aut      | Anno |
| ------------------ | ---- | ---- | ---- | ---- | ---- | ---- | ---- | ---- | ---- | ---- | ---- | ---- | -------- | -------- | -------- | -------- | ---- |
| T. max. media (°C) | 10,3 | 11,2 | 13,1 | 16,0 | 21,6 | 26,4 | 29,2 | 29,3 | 25,1 | 19,6 | 15,7 | 12,4 | 11,3     | 16,9     | 28,3     | 20,1     | 19,2 |
| T. min. media (°C) | 2,2  | 2,4  | 3,6  | 5,8  | 9,7  | 14,1 | 17,3 | 17,3 | 14,2 | 9,7  | 6,3  | 3,5  | 2,7      | 6,4      | 16,2     | 10,1     | 8,8  |